# Tiếng Sonsorol
Tiếng Sonsorol là một ngôn ngữ Micronesia được sử dụng tại Palau, những người sử dụng ngôn ngữ này cư trú tại bang Sonsorol, nhưng ngày nay hầu hết cư dân bang này đã di cư ra cả nước. Ngôn ngữ này có quan hệ gần gũi với tiếng Tobi

## Phân phối
- Sonsorol: 60 người
  - Merir: 5 người
  - Pulo Anna: 25 người
  - Sonsorol: 29 người
- Phần còn lại của đất nước: 540 người